# Disc jockey
« DJ » redirige ici. Pour les autres significations, voir DJ (homonymie).
Ne doit pas être confondu avec Deejay (Jamaïque).

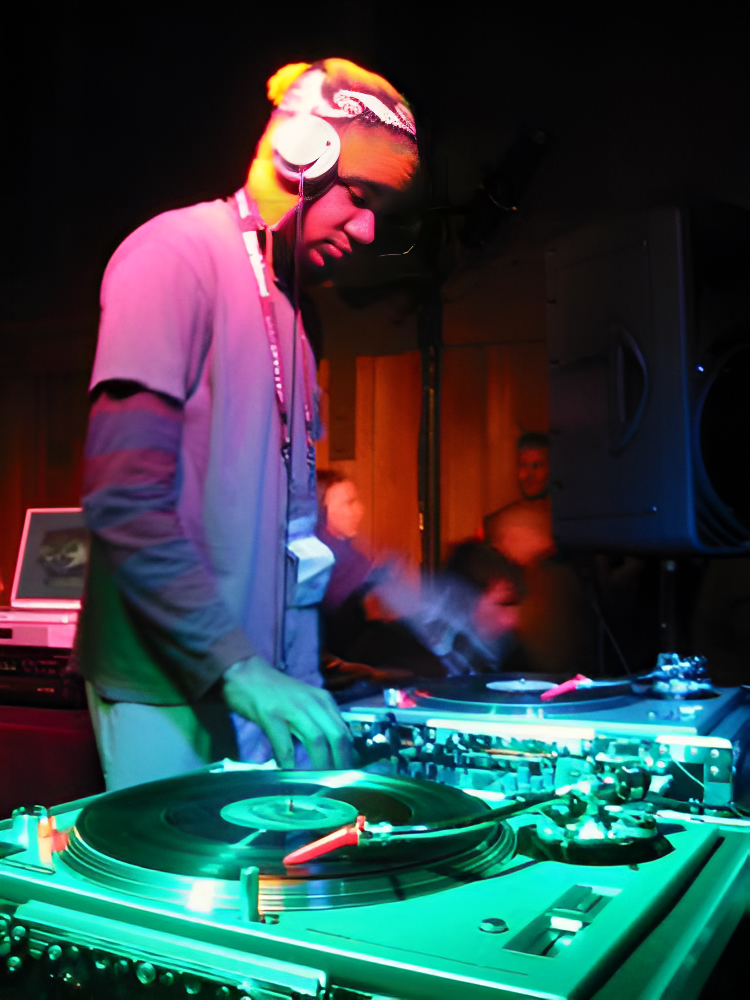
DJ Spooky lors du Sundance Film Festival en 2003.

Un disc jockey (/diskʒɔkɛ/, en anglais : [dɪsk dʒɒki]), également orthographié  disc-jockey, couramment épelé DJ ([diː ˈdʒeɪ]), ou deejay, aussi appelé platiniste en français, est un animateur du son qui sélectionne, diffuse et mixe de la musique à destination d'un public, que ce soit pour une émission radiophonique, dans une discothèque ou à l'occasion d'un événement spécifique.

## Définition

### Dénomination

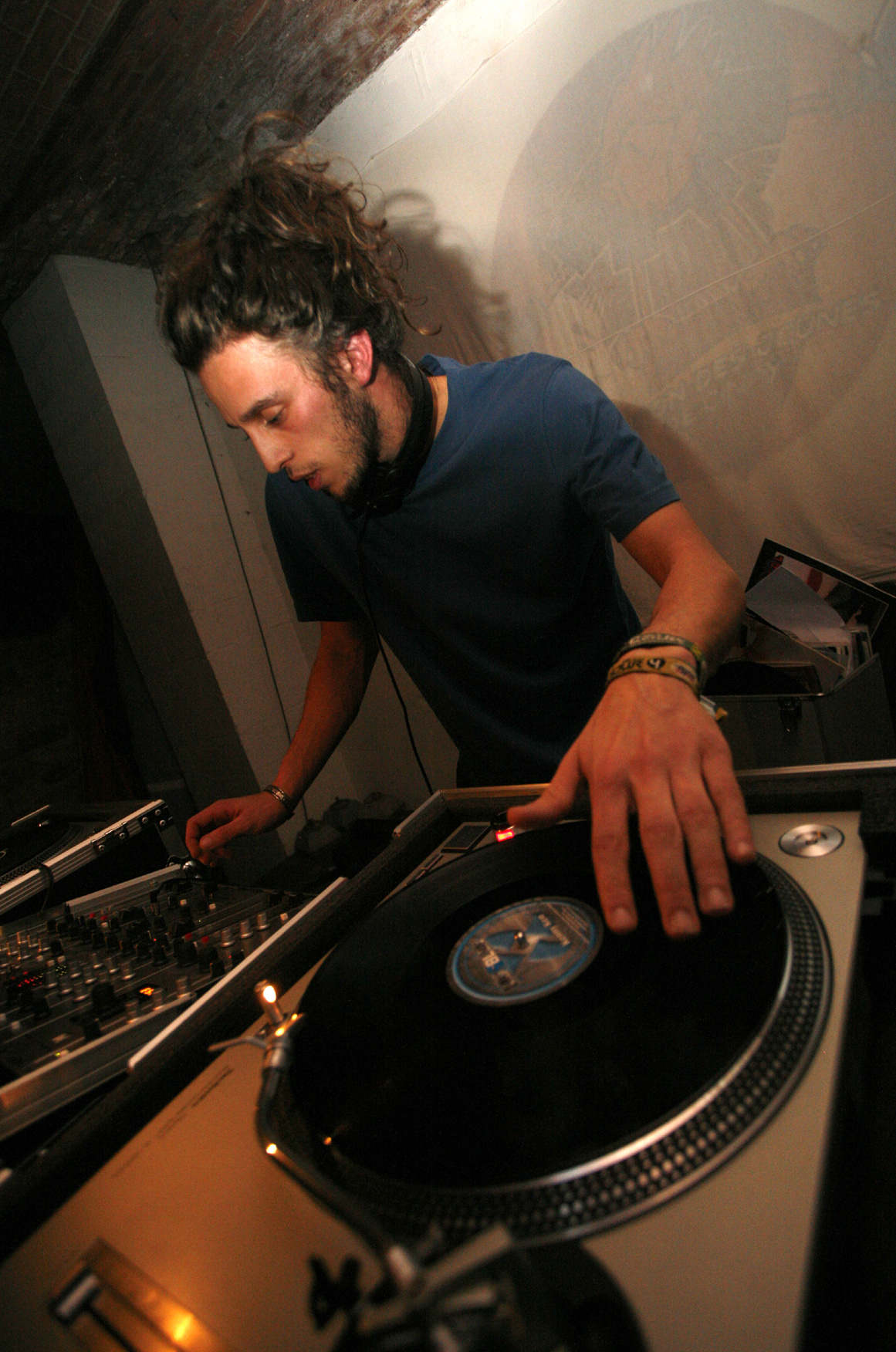
Un disc jockey lors d'un événement utilisant une platine disque et un DJ mixer, une petite table de mixage utilisée pour la transition entre les chansons.

À l'origine, un disc jockey est un animateur qui produit des effets sonores avec une platine (portant un disque 45 tours ou 33 tours). La dénomination s'est ensuite généralisée pour qualifier les musiciens des multiples courants de musique électronique, qu'ils soient créateurs originaux, joueurs interprètes, chanteurs ou conteurs accompagnateurs, arrangeurs pratiquant l'art du mixage et de l'enregistrement sur de multiples supports à codage analogique ou numérique.
Fred Rister, qui a débuté dans les années 1970 en discothèque, explique que « le seul et unique but du DJ (est de) faire danser les gens le plus longtemps possible, les garder sur la piste afin qu'ils ne l'abandonnent que le temps d'aller se commander un verre supplémentaire » et ajoute qu'« il fallait deux qualités essentielles pour prétendre à ce métier : être d'une nature suffisamment solitaire pour ne manquer à personne […] et, surtout, avoir assez peu confiance en soi pour préférer faire danser les gens plutôt que de s'amuser parmi eux ». Il précise qu'à ses débuts, il ne suffisait pas de passer des disques et qu'« on ne dissociait pas ce travail de celui de l'animateur de soirée, il fallait au DJ prendre la parole de temps en temps pour […] installer une ambiance ».

### Origines du terme
Le terme original de DJ désigne la personne qui tient le microphone et intervient en direct sur la version instrumentale d'un disque (souvent en face B), dans les « sound systems » jamaïcains. Le deejay reggae est un artiste vocal au même titre que le chanteur. Son style vocal est un mélange de voix parlée, scandée et chantée et préfigure en cela celui du rappeur.
Les disc-jockeys ont été reconnus à partir de la fin des années 1960 comme des artistes vocaux à part entière (avec des couplets et refrains complets chantés sur une version instrumentale) à égalité avec les chanteurs et sont devenus hégémoniques dans le reggae (aujourd'hui, à peu près 70 % des artistes vocaux du reggae sont des deejays), et le public a également vu l'apparition du singjay (mélange de style deejay et de chant pur) au cours des années 1970. Le DJ travaillant derrière les platines est quant à lui dénommé « selecter » (litt. sélecteur).
Le lien entre reggae et hip-hop s'est fait par l'intermédiaire de DJ Kool Herc, un Jamaïcain ayant émigré aux États-Unis et pionnier du hip-hop.

## Histoire

### Préambule

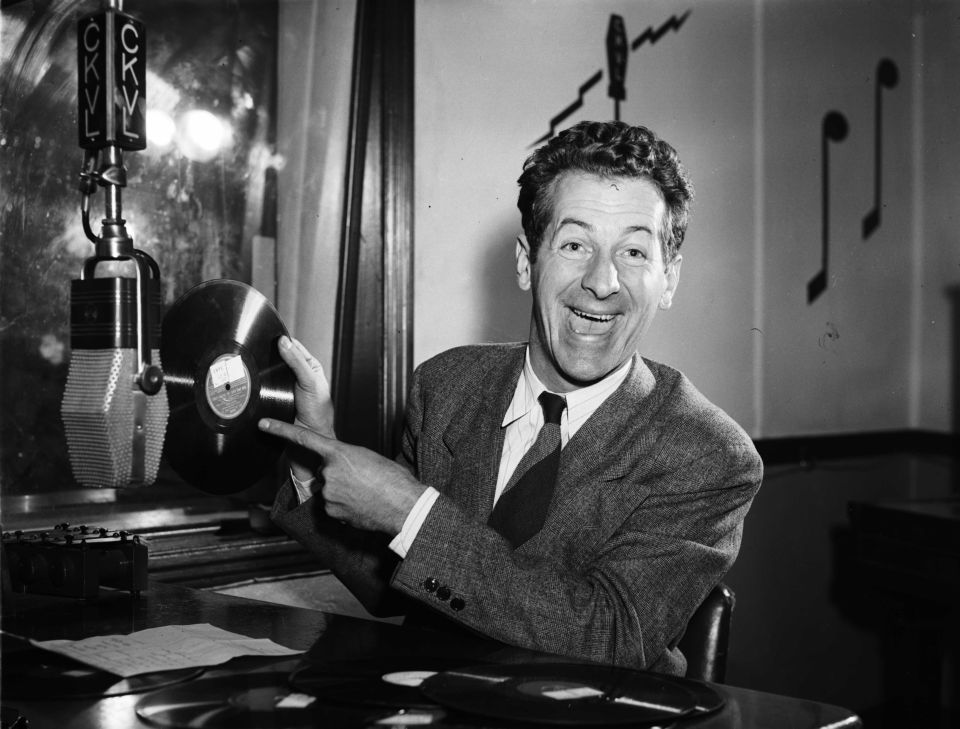
Animateur de radio de la station radio CKVL à Montréal en 1948

La fonction de disque jockey en France trouve ses origines grâce à deux facteurs déterminants du XXe siècle : la création des premières radios vers la Première Guerre mondiale qui se développent dans les années 1930, puis la création de discothèques. Ces futures discothèques sont au départ des « dancings » datant de l'Occupation où les orchestres de jazz, chassés par les Allemands, sont remplacés par du matériel de diffusion. Après la Guerre, les deux types d'endroits cohabitent : ceux diffusant des disques et d'autres recevant un orchestre, dont les bals. La commercialisation de disques se développe peu à peu,. Plusieurs lieux ouvrent par la suite où, avec des disques et deux platines, les morceaux sont enchaînés les uns après les autres. Dans les années 1950, les dancings disparaissent peu à peu et sont remplacés par un mélange de bars, de restaurants ou de « clubs ». La musique y est de la responsabilité du « disquaire » qui ne s’appelle pas encore disc jockey. Appartenant « au monde de la nuit », le disquaire n'exerce pas un métier noble : il n'a pas de statut, reste mal payé et mal considéré, un employé anonyme au même titre que les serveurs ou barmans : son métier n'est pas encore reconnu car « il ne permet pas d'en vivre et ne requiert pas de compétence particulière », même si déjà, le disquaire réalise parfois une performance et que certains essayent tant bien que mal de conserver le rythme dans leurs transitions, sans équipement réellement adapté,.
En parallèle, le métier se développe à la radio dans les années 1950, grâce à l'influence des États-Unis : la musique prend de plus en plus de place dans la programmation. Les premières radios pirates lors de la décennie suivante vont mettre en exergue le rôle du « disc jockey-animateur » jusqu'à influencer les grandes radios nationales. Ceux-ci ne cherchent pas à enchainer les morceaux au rythme, ils annoncent et parlent durant la phase d'introduction de chaque morceau,. Les premiers jingles radiophoniques sont utilisés. Dans les années 1960, ces hommes de radio vont influencer les disquaires des discothèques jusque là muets. Dans les années qui vont suivre, deux types de disquaires vont cohabiter suivant les lieux : celui, technique, qui va enchaîner les disques en parlant rarement au micro et le second, plus centré sur l'animation. Mais progressivement, les simples enchaînements de titres deviennent un ensemble cohérent qui accompagne les danseurs.
C'est de l'autre côté de la Manche, en Angleterre, que le métier devient un peu reconnu vers la fin des années 1960 à l'époque du Swinging London, dans quelques boites branchées de la capitale britannique. Pourtant, à l'aube de la décennie suivante, la fonction reste encore à l'état de balbutiements. Le disquaire est parfois relégué dans une cabine sans prise directe avec les danseurs. Mais les choses changent sensiblement dès le milieu des années 1970 avec certains tels Guy Cuevas ou Yannick Chevalier plus largement reconnus en France. Des écoles, des salons voient le jour ainsi que des magazines, beaucoup de discothèques s'équipent de « sonos plus performantes ». Le « disquaire » devient « disc jockey ».

### Du disco au hip-hop
À la fin des années 1970, un ensemble de facteurs tant musicaux que sociaux et techniques (évolution du rock vers un style moins dansant, développement d'une musique soul plus dansante, amélioration des sound systems, libération des mœurs, besoin de reconnaissance de certaines minorités) aboutissent au développement aux États-Unis d'un mode de sortie et d'un style de musique qui sera finalement nommé disco. Les discothèques se multiplient et le métier de DJ évolue alors dans les lieux de sorties avec musique (bars, clubs).
Le DJ sera au centre de mouvement jusqu'au moment où, à la fin des années 1970, les maisons de disques et l'évolution de la société se chargent soit d'exploiter le filon disco puis de le rejeter une fois épuisé, soit de juger ce genre vide et décadent. Cependant, dans des clubs des quartiers noirs de New York où se joue et évolue le disco, des DJ observent les danseurs et constatent que certains d'entre eux se déchaînent en solo quand le titre marque un break. De ce constat naît la breakdance qui donnera naissance au hip-hop, dont l'idée vient de personnalités comme DJ Kool Herc qui, en enchaînant les breaks de plusieurs morceaux, parvenait à prolonger la durée des coupures rythmiques.
Avant que puisse être dupliquée par enregistrement cette répétition, la technicité demandée au DJ pour effectuer cet exercice s'est accrue. Progressivement, avec des artistes comme Grandmaster Flash, le deejaying prend alors un nouveau sens qui exprime l'idée que le DJ produit du son à partir d'un instrument, le disque, grâce à tout un ensemble de techniques nouvelles qui nécessitent une dextérité extrême. Le DJ passe ainsi du rôle de sélectionneur à celui d'artiste.
Arrivés aux années 1980, le domaine est maintenant une fonction effectuée par des professionnels, avec chacun leur style artistique, mais pour la grande majorité anonymes ; l'héritage des quelques DJ stars du disco, dont les habitués citent les noms, ne suffisant pas à en faire des personnes reconnues. La libéralisation des radios en France change la donne : en quelques années, le pouvoir que prennent ces radios imposent la programmation dans les discothèques ; le disc jockey conserve alors moins de liberté sur ses choix et les hit-parades marquent leur hégémonie. La France compte, vers cette époque, environ 20 000 disc jockeys dont un bon tiers non déclarés, le métier n'ayant toujours pas de réelle existence administrative. Outre quelque noms sortants du lot, pour une majeure partie de DJ cela consiste toujours à animer et diffuser, la fonction reste sans reconnaissance ni considération.
Lorsque la house arrive en France, les DJ sont pour la plupart timides avec ce style musical. Il faut attendre la déferlante de la French touch pour qu'enfin surgisse une génération de disc-jockeys-musiciens créant leurs propres compositions, entrainant dans leur sillage et leur succès tous les DJ français, même les plus underground. La technique de mixage elle aussi évolue, où le simple enchainement de titres laisse place au turntablism alors que jusqu'ici la plupart des titres sont enchainés avec « seulement start et stop ».

### Émergence duturntablism

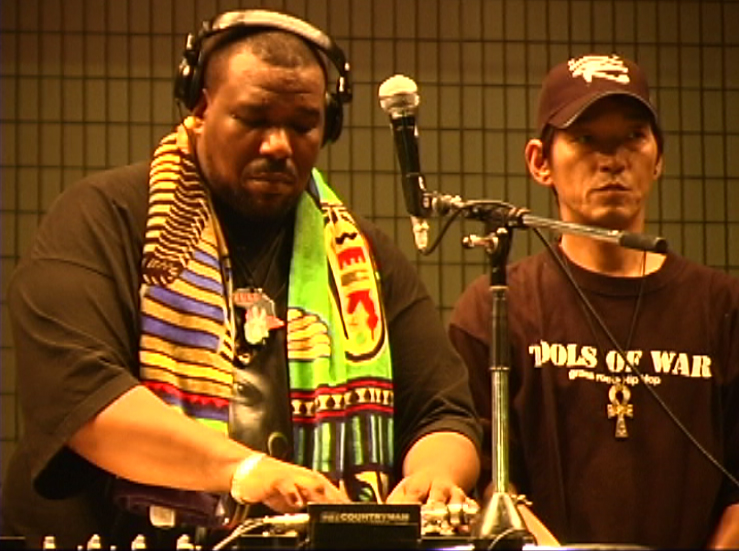
Afrika Bambaataa.

DJ Kool Herc est crédité comme le premier DJ qui mixe deux disques réglés sur le même BPM, faisant ainsi une transition appelée de nos jours calage tempo. Par la suite, cette pratique se développe dans le Bronx notamment grâce à la culture Zulu Nation du milieu des années 1970.
Au début des années 1980 vient ensuite le scratch, inventé par Grand Wizzard Theodore. Cette manipulation révolutionnaire du disque est largement popularisée en 1983 par Grand Mixer DXT et Herbie Hancock dans le titre Rockit. Après 10 ans d'amélioration des techniques de scratch, le terme de turntablism est finalement proposé par DJ Babu en 1995 pour décrire cette pratique.

### Déferlante techno
Jusque là le plus souvent exclusifs à un lieu, les disc jockeys avec un peu de notoriété deviennent de plus en plus indépendants, changeant de discothèque et de pays, ce qu'Erik Rug appelle l'« ultra libéralisme ». Le nom de certains apparaît sur les flyers, marque de reconnaissance encore rare au début des années 1990. Après le déclin des raves au milieu des la décennie, une grande majorité de clubs et de disc jockeys se sont convertis à la musique électronique.

## Fonctions

### Animateur
Dans des bars et dans les fêtes techno ou les rave parties.
Il peut simplement enchaîner les morceaux de musique les uns après les autres en fonction des envies des auditeurs. Il peut aussi modifier ou superposer deux musiques, ou une musique et une version a cappella, et faire preuve de créativité et d'ingéniosité, voire utiliser des équipements spéciaux ou des ordinateurs pour refondre entièrement le morceau utilisé. Dans le milieu du « DJing », cette technique est connue sous le nom de « bootleg » ou encore de « mashup » ou « medley ».
L'animateur DJ de soirée privée comme le mariage ne peut pas être considéré comme un artiste du spectacle. Par contre, depuis fin 2015, le DJ ayant une activité en discothèque est considéré comme un « pourvoyeur de spectacle vivant » grâce à une loi votée par les députés français. Il peut à ce titre prétendre au statut d'intermittent du spectacle pour autant que le lieu qui le reçoit cotise en conséquence.

### Musicien
Depuis, le rôle du disc-jockey a pris de l'ampleur dans les musiques populaires récentes. Il est parfois reconnu comme un musicien à part entière. Le DJ peut parfois produire une œuvre originale à partir de matériaux musicaux existants, soit qu'il joue un rôle de découvreur de titres passés inaperçus ou tombés dans l'oubli, soit qu'il combine avec talent des œuvres mineures. Il se réapproprie alors le travail d'autres musiciens, exploitant un matériau sonore qu'il n'a pas lui-même créé. Cependant, le juste mélange des musiques diffusées, leur arrangement en live demandent une certaine créativité, et peut donc être considéré comme un art, qui diffère un peu de celui des musiciens.

### DJ star

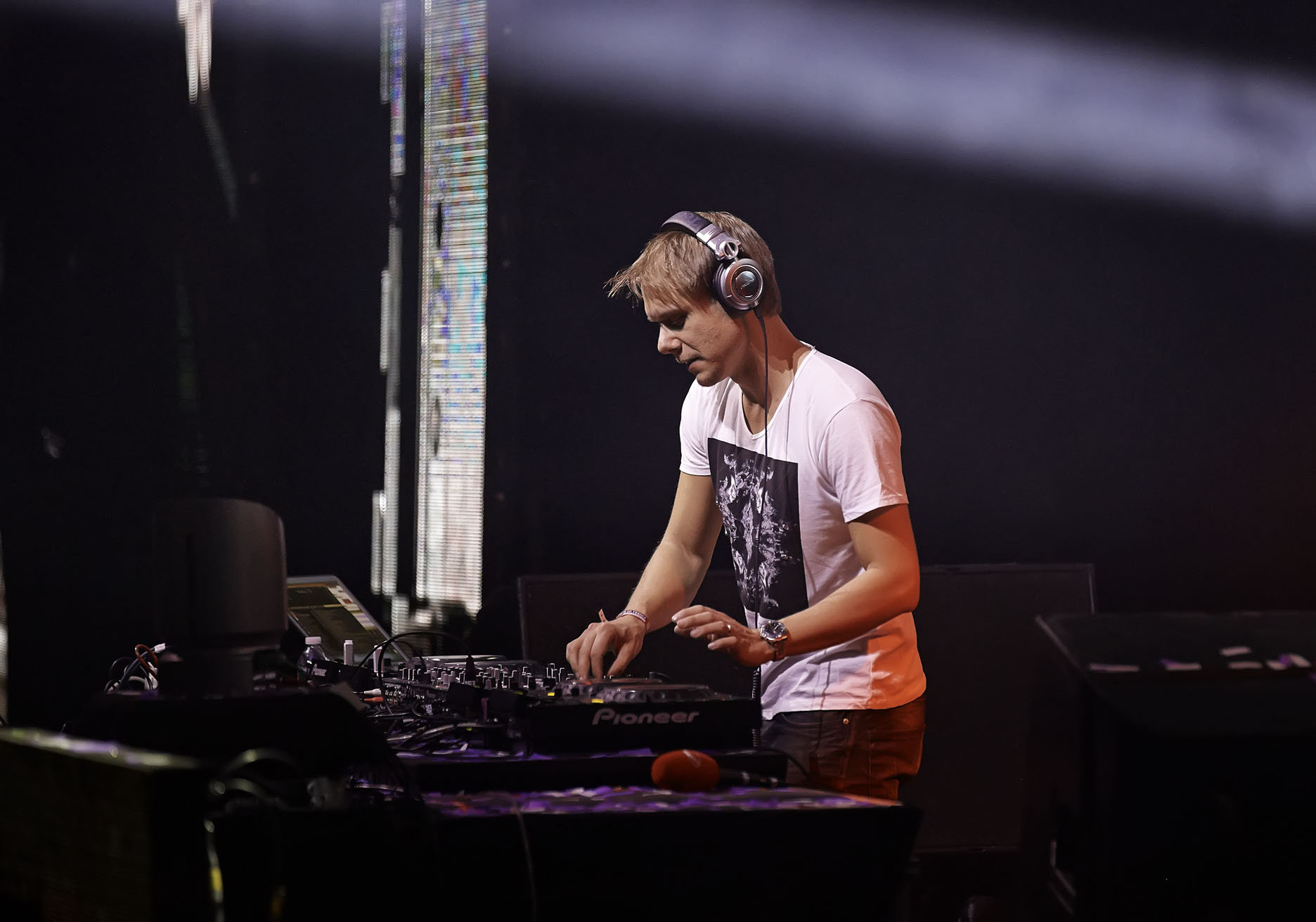
Armin van Buuren, l'un des disc jockeys les plus titrés au monde, au Madison Square Garden en 2013.

Certaines têtes d'affiches, particulièrement en EDM, sont devenues de véritables vedettes, à l'instar de David Guetta, Tiësto ou Avicii par exemple. « Nous sommes les nouvelles rock-stars, c'est un fait ! », annonce Alesso.
Les salaires se mettent alors en adéquation avec leur statut : ils « s'envolent ». D'après les études du magazine Forbes, une douzaine de DJ gagnent plus de quinze millions de dollars dans l'année, : les quinze premiers DJs mondiaux représentent à eux seuls 268 millions de dollars de chiffre d'affaires en 2014 puis plus de 300 millions l'année suivante, sachant que le chiffre global estimé du domaine de l'EDM atteint six à sept milliards de dollars, dont plus de 400 millions d'euros rien qu'en France d'après la Sacem. Selon ce même magazine économique, les gains de Calvin Harris — en tête du classement — se montent alors à plusieurs dizaines de millions de dollars, comprenant, outre ces prestations scéniques, son travail de production ou les revenus de ses labels et droits d'auteur, et ce, quatre ans de suite,. « Notre genre musical [a] pris le dessus au sein de l'industrie musicale », précise Martin Garrix qui est passé en peu d'années d'un salaire individuel à quatre chiffres pour six chiffres, rémunérant aussi une importante équipe technique derrière lui, ; mais cela ne profite guère aux majors du disque, reléguées en fin de peloton en ce qui concerne l'influence ou les gains financiers. Cette course aux enchères des cachets peut aller jusqu'à des contrats annuel de plusieurs dizaines de millions pour certains DJ résidents de Las Vegas ; la Chine ou Dubaï suivent cette escalade.
Si la transition du marché de l'electro, des discothèques aux festivals relayés mondialement, a évolué en une quinzaine d'années, c'est David Guetta qui reste considéré comme l'élément clef avec sa production avec Fred Rister I Gotta Feeling en 2009 faisant rapidement décoller l'electro aux États-Unis. Jusque là, « les Américains y étaient imperméables » précise le rédacteur en chef de DJ Mag et ajoute « c'est bien l'incursion de David Guetta qui a tout fait basculer ». En parallèle, Internet a changé la donne par la diffusion globale de vidéos ; « le secteur explose », les grands événements, rentables, se multiplient sur un modèle unique : l'Ultra, Tomorrowland ou l'Electric Daisy Carnival se déclinent à travers la planète, avec globalement une programmation identique. Résultat, cette uniformisation savamment marketée laisse les disc-jockeys acquérir un succès plus seulement national, mais bien mondial. Une réciprocité s’établit alors entre la réputation des grands festivals et la renommée de l'artiste, chacun ayant besoin de l'autre pour obtenir revenus et reconnaissance du public. Le vedettariat de la profession et l'inflation des festivals oblige les discothèques à se renouveler et à s'agrandir.
Mais cette starisation coûteuse, combinée à l'industrialisation de cette culture musicale, font disparaître ces mêmes disc-jockeys des clubs dont ils sont pourtant issus,. De plus, David Guetta précise que la fonction de DJ reste également de faire connaître des nouveautés, mais « les DJ stars que nous sommes faisons de moins en moins découvrir de musique car on est arrivé à un tel niveau de show, devant des foules tellement grandes qu'on perd l'opportunité de le faire ». En définitive, cet avènement d'une frange de disc-jockey entraîne comme conséquence de renforcer une scène underground, plus accessible, dans le domaine de la dance : « c'est du vrai clubbing avec des DJ qui jouent encore devant des publics plus réduits », commente l'artiste français.

## Pratiques musicales courantes

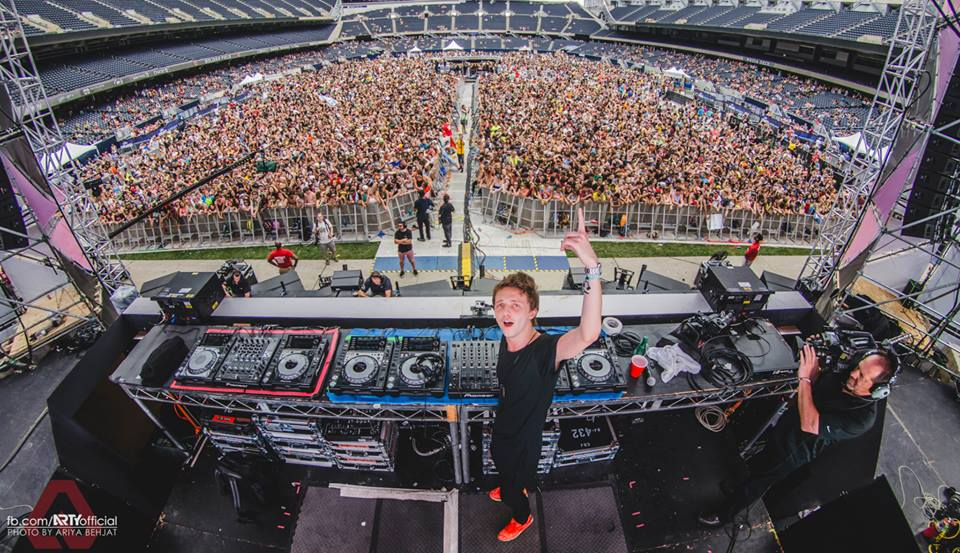
Le disc jockey russe Arty au Spring Awakening Music Festival à Chicago en juin 2014.

- Fondu enchaîné : la fin d'un morceau de musique est mélangée avec le début du morceau suivant de manière à assurer une transition progressive.
- Calage tempo : les rythmiques des deux disques sont superposées pour adopter le même BPM (battement par minute).
- Mixage : les disques sont synchronisés manuellement à l'aide des réglages de vitesse des platines et sont mélangés avec diverses variations, portant notamment sur les égalisations (niveau des fréquences graves, médium et aiguës), ainsi que sur l'utilisation des faders et crossfaders.
- Scratch : utilisation d'un fader ou crossfader pour découper le son enregistré sur le vinyle, de manière à le transformer et à le rendre plus rythmé ou incisif. Dans la musique hip-hop, le disc jockey peut être parfois accompagné d'un MC (Master of Ceremony, rappeur). Le DJ scratche, c'est-à-dire qu'il pose ses doigts sur le vinyle et en modifie la vitesse et le sens de lecture afin de déformer et de rythmer les sons existants. Cette déformation de sons est associée à l'utilisation, sur la table de mixage (élément central), d'un fader ou crossfader. Cet élément permet de passer du son d'une platine à l'autre et de couper le son d'une des deux platines. Il existe diverses techniques de scratch, comme le cutting, le transforming, ou encore le flare, qui peuvent être cumulées et alternées.

Les disques sont enchaînés de plusieurs façons :
- Soit en « scratchant » (principalement utilisé en hip-hop et en rap) ;
- Soit en mélangeant (mixant) progressivement les deux titres : il est alors question d'un fondu-enchaîné (fade ou crossfading) ;
- Soit en mélangeant (mixant) progressivement les deux titres, et en calant le tempo du premier morceau (en réglant sa vitesse, il aussi question de pitch), il est alors question de mix dans le tempo (beatmix) ;
- Soit en jouant le deuxième titre juste après le premier (un cut) ; en fait, le premier battement du deuxième titre (premier beat) est joué en même temps que le dernier beat du premier.
- Soit par l'utilisation d'effets permettant entre autres de faire des loops, un echo, un brake, un backspin,... ou de les combiner avant de transiter sur la musique de l'autre plateau.

Certains musiciens se disent également DJ du fait qu'ils utilisent les mêmes outils, bien que ce ne soit pas dans le but d'enchaîner des morceaux, mais bien d'en créer de nouveaux à partir d'éléments de plusieurs supports musicaux selon le principe des boucles et du sampling (litt. échantillonnage).
Le DJ-ing ne se fait pas toujours en direct, ni face à un public. Par exemple, certains DJ utilisent des logiciels comme Cubase, FL Studio, ou Reason pour créer leur propres tracks. Certaines maisons de disques ne publient rien d'autre que les réalisations en studio de DJ. Il existe aussi un championnat du monde des DJ, qui se rencontrent dans différents types de catégories.
Le concept du DJ-ing s'applique également à la vidéo. Le vidéo-jockey (visual jockey ou VJ) enchaîne et superpose des images fixes et animées qui peuvent être projetées sur écran à l'occasion de soirées ou de concerts, mais également, sur les chaînes télévisées musicales. Le terme a d'ailleurs été élargi au simple présentateur d'émissions de telles chaînes du fait qu'il est censé choisir les clips vidéo qui passent. De la même manière, il est question de KJ (karajockey) pour les animateurs de karaoké.

## Support musical et DJing

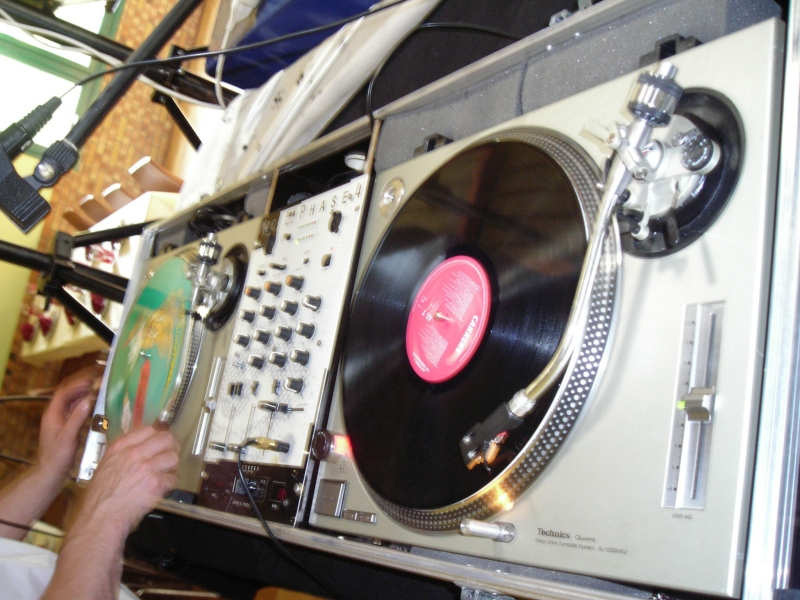
Platine Technics SL-1200 MKII (platines vinyle).

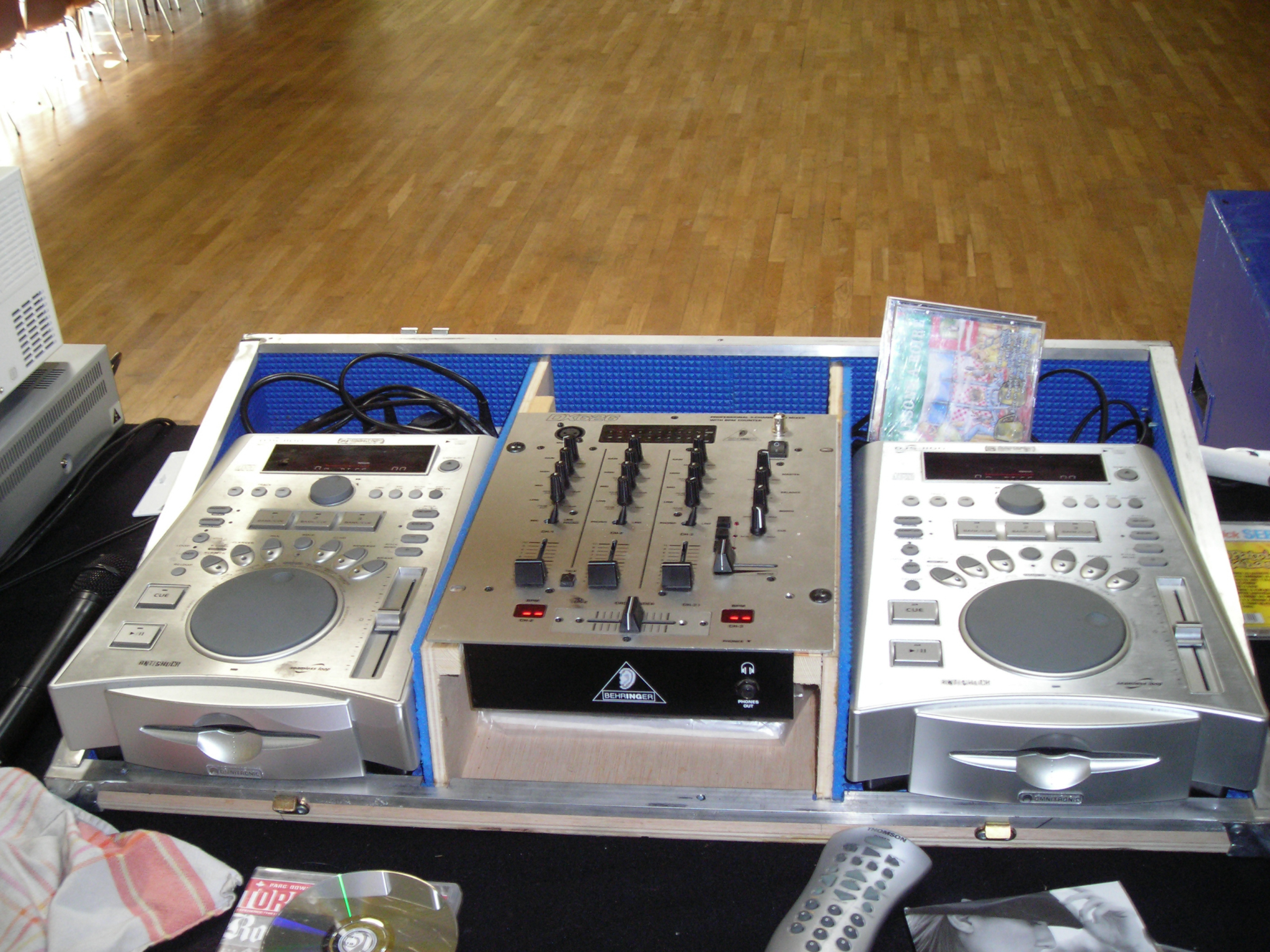
Platine Behringer DX 626 (platines CD).

Si, historiquement, le vinyle a été le premier support des DJ (par le scratch), ce sont bel et bien les DJs qui ont permis au vinyle de résister à l'impact qu'a été l'arrivée du CD au milieu des années 1980[réf. souhaitée]. La raison de cette résistance est l'absence de platine CD à vitesse réglable au départ, condition nécessaire pour mixer en discothèque. De ce fait, durant plusieurs années, la Technics 1200 MKII est devenue puis restée la platine vinyle la plus répandue dans les clubs.
Dans les années 2010, certains labels sortent les nouveautés sous le format vinyle, à destination des DJ qui diffusent ainsi ces morceaux et permettent d'évaluer leur potentiel. Le pressage en plus grand nombre peut alors suivre, et selon le succès du morceau, le public pourra ensuite le trouver dans des compilations CD ou sur les albums des artistes correspondants.
Cependant, à l'exception de la scène underground, de moins en moins de disc-jockeys mixent sur vinyles, ce format étant supplanté par le format numérique pour des raisons de gain de place (ainsi, Laurent Garnier a pu dire « j’ai 55 000 vinyles à la maison, je n’ai aucune envie de continuer de me dire que je peux les perdre dans l’avion. La technologie me permet d’emmener l’équivalent de ma collection sans me casser le dos »), d'ergonomie et de possibilités de création.
L'utilisation combinée du format MP3 (ou d'autres plus performants) et des ordinateurs a ainsi révolutionné le monde du DJing :
- grâce aux programmes qui permettent, à partir d'un ordinateur et de deux platines vinyles, de reproduire le mix sur vinyle tout en utilisant des MP3 contenus dans l'ordinateur ;
- grâce aux programmes tel qu'Ableton Live, VirtualDJ, Serato ou encore Traktor Pro qui permettent de jouer des boucles, d'ajouter des effets et d'augmenter considérablement les possibilités d'actions sur les sonorités d'un mix.

Le contrôle d'un logiciel prend maintenant un intérêt de plus en plus important pour des DJs pros, grâce à l'apparition de contrôleurs de qualité ou de systèmes comme le vinyle timecodé. Cela dit, il est généralement plus aisé d'effectuer des transitions de type Calage tempo sur ces programmes, qui disposent souvent d'une fonction de synchronisation automatique des morceaux à caler, ainsi que l'affichage du BPM,.

## Équipement de base

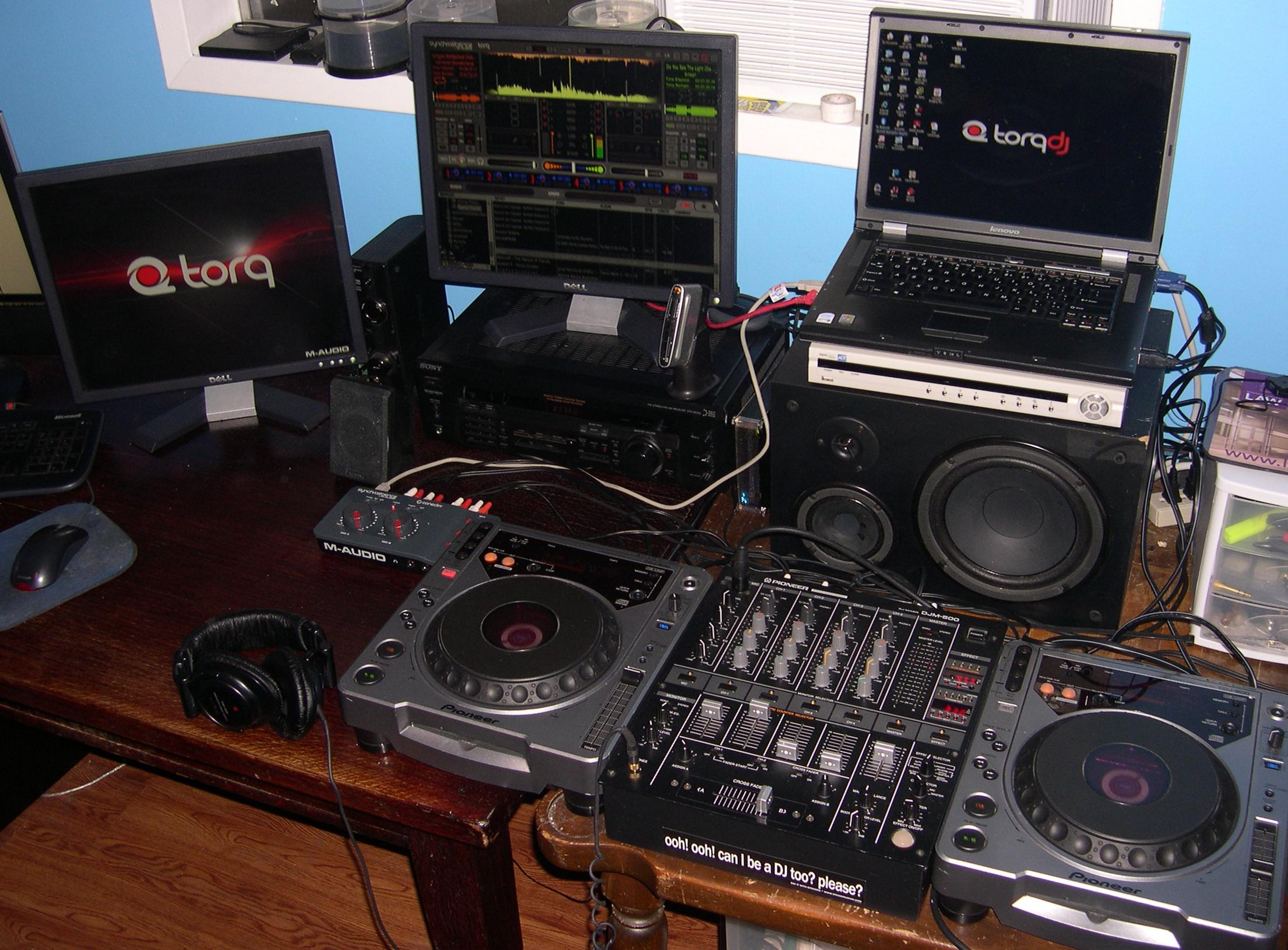
Table de mixage numérique professionnelle.

- Platines vinyles, platines CD ou console numérique
- Table de mixage ou Contrôleur DJ + logiciel DJ
- Casque de pré-écoute
- Microphone (optionnel)
- Sonorisation
- Contrôleur DJ
- Jeux de lumière
- Boîte à effets (optionnel)

## Risques pour la santé
Du fait de leur profession ou spécialité, et parce qu'ils sont souvent exposés à des intensités sonores élevées, de nombreux disc jockeys courent le risque de développer une surdité ou une de perte d'audition,,, ; et s'ils sont, en outre, chroniquement exposés aux infrasons à forte intensité, et plus généralement aux basses fréquences à haute intensité (≤ 500 Hz, soit à des longueurs d'onde pour certaines totalement inaudibles et contre lesquelles les protections auditives sont sans efficacité), ils sont alors aussi exposés à un syndrome dit maladie d’origine vibroacoustique (ou maladie vibroacoustique),, principalement caractérisée par un épaississement du péricarde.
Selon Alves-Pereira et Branco, les deux spécialistes de ce syndrome, il est possible d'empêcher l'évolution de la maladie vers des stades cliniquement graves ou mortels à condition de détecter la maladie précocement, ce qui implique un échocardiogramme chaque année, ainsi qu'un suivi médical par des médecins du travail bien informés travaillant avec la participation active du patient.

## Vocabulaire
En octobre 2011, la commission générale de terminologie et de néologie française a proposé de traduire en français les termes « deejay » et « disc jockey » sous l'appellation « platiniste ». Cette proposition a reçu l'accord de l'Académie française et le nouveau terme a été publié au Journal officiel le 16 octobre 2011.
Le vocabulaire du DJ comprend un certain nombre de termes techniques :
- BPM : battement par minute (mesure le tempo d'un morceau).
- Calage tempo (ou beatmatching) : synchronisation des rythmes de deux morceaux.
- Cellule : tête de lecture d'une platine vinyle.
- Cross-fader : fader placé horizontalement sur une table de mixage permettant de basculer d'une voie à l'autre (la courbe de « fondu » peut être linéaire, exponentielle, « tout ou rien » et/ou réglable selon le modèle). Facilite le fondu enchaîné.
- CUE : point de départ de la lecture sur un lecteur CD. Peut être le début de la chanson ou un point quelconque du morceau prédéfini sur platine CD.
- Fader : bouton à glissière permettant de modifier le volume sonore d'une voie (aussi appelé potentiomètre linéaire).
- Feutrine : également appelée « slipmat », sorte de tapis intercalé entre le vinyle et le plateau de la platine permettant de faire glisser le vinyle sans dommage. Ainsi pour faire Pause, un DJ jouant sur vinyles utilise rarement la touche play et stop. Pour arrêter un morceau il pose ses doigts sur le disque, qui doit donc pouvoir glisser sur la feutrine. Il peut alors le lancer (throwing) dans le rythme.
- Hamster style : méthode utilisée par les DJ à platines ou la configuration du crossfader est inversée, c'est-à-dire que la platine droite est à gauche du crossfader.
- Loop : boucle sonore composée d'un point d'entrée (loop-in) et d'un point de sortie (loop-out).
- Pitch bend : mécanisme (potentiomètre ou boutons) d'une platine (vinyle ou CD) permettant de modifier la vitesse de lecture (modification exprimée en pourcentage par rapport à l'original). Son réglage permet ainsi de synchroniser les beats de deux morceaux (entrant et sortant), mais en conséquence décale la hauteur.
- Mashup ou versus : remix mixant la version a cappella d'un morceau avec l'instrumental d'un autre.
- Résident ou DJ résident : concerne un disc jockey présent à date régulière sur une radio ou dans une discothèque. Ses sessions de mix donnent alors l'image musicale du lieu ou de l'émission[50]. Certaines radios sont connues pour avec des DJ résidents telles Fun Radio ou Radio FG par exemple.
- Sample : court extrait ou une partie d'un morceau de musique, joué en boucle ou par intermittence. Il peut être déformé pour atteindre l'effet recherché.
- White label : disque vinyle une étiquette blanche sans marquages ; il s'agit généralement d'un morceau produit par un DJ peu connu, et pressé en faible nombre d'exemplaires. Il permet souvent d'évaluer le potentiel du morceau avant pressage sous un vrai label. La plupart des bootlegs sont pressés en « white ».